# SN 1954K
SN 1954K – supernowa odkryta 26 listopada 1954 roku w galaktyce A084536+6108. W momencie odkrycia miała maksymalną jasność 15,00m.